# Češi v Chicagu

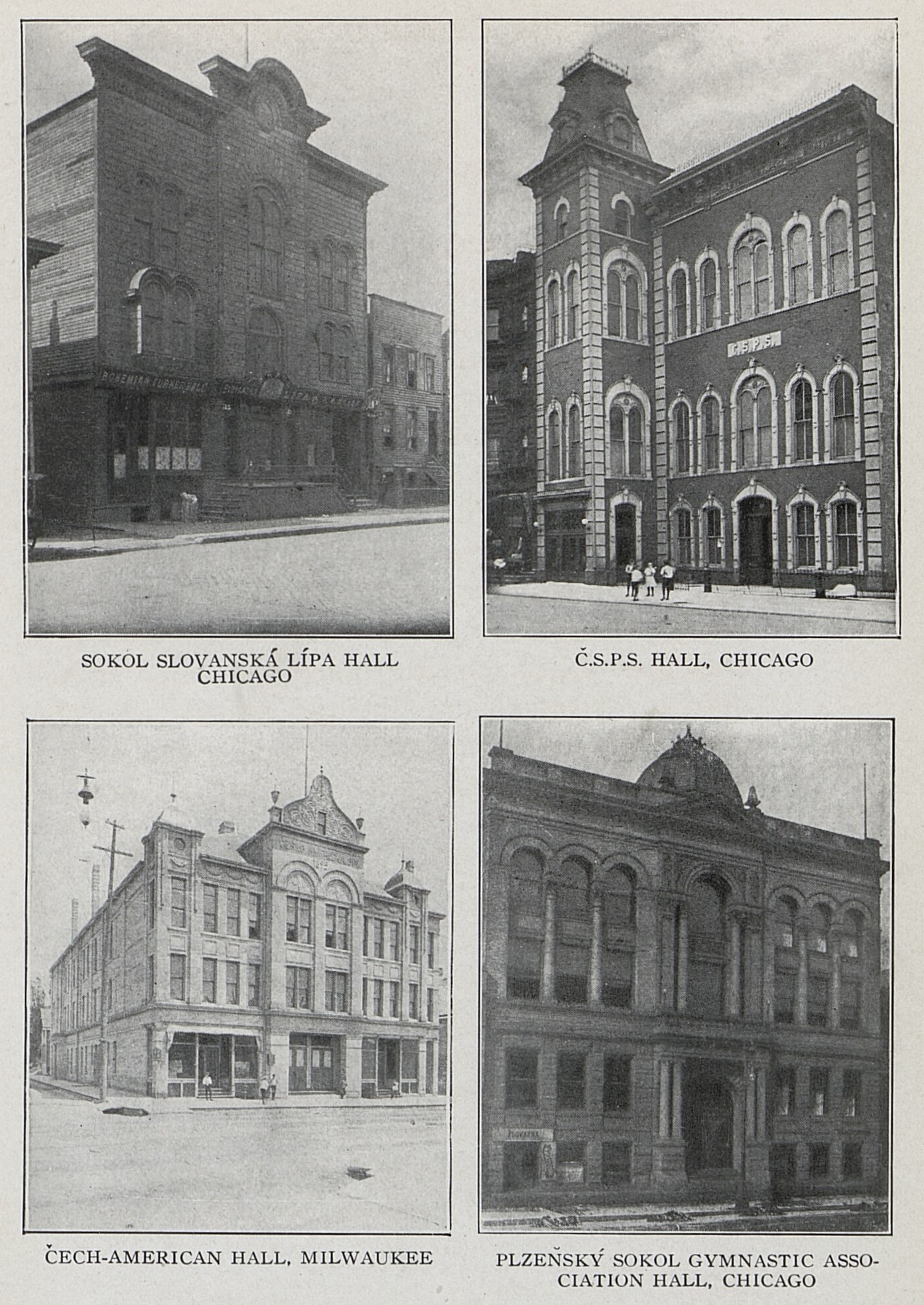
Budovy českých spolků a organizací v Chicagu a Milwaukee (asi okolo roku 1920)

Chicago představovalo od počátku české imigrace do Spojených států amerických významné a svého času nejpočetnější centrum této komunity (hovorově nazývané Czechcagoans). Při sčítání lidu v roce 1910 se k českému či moravskému jazyku jako rodné řeči v Chicagu přihlásilo 110 736 obyvatel.

## Historie
První Češi přišli do Chicaga v 50. a 60. letech 19. století, zejména po dramatických událostech v tehdejších zemích Koruny české, kdy Habsburkové v rámci revolučního dění v monarchii potlačili ozbrojený odpor v Praze v červnu roku 1848 a popřeli řadu českých politických i náboženských práv. Slovenští imigranti dorazili do města asi o 40 let později, na počátku 20. století.
Svou první osadu ve městě, soustředěnou kolem Canal, Harrison a Twelfth Street, nazvali čeští osadníci Praha (Prague), kde založili několik českých spolkových institucí. Později se mnoho z nich usadilo v městské čtvrti pojmenované Pilsen, po českém městě Plzni. První český katolický kostel, kostel sv. Václava (St Wenceslaus Church) byl založen v ulicích De Koven a Des Plaines v roce 1863.
Rovněž bylo město sídlem vydávání českých knih, tiskovin a periodik v češtině. Roku 1868 se ve městě usadil mladý podnikatel August Geringer, který zde začal provozovat knihkupectví a tiskárnu a který roku 1875 začal vydávat první zdejší česky psaný deník Svornost. Rovněž zde byla založena jednota tělovýchovného spolku Sokol, pro který zde vznikla též sokolovna a další prostory, umístěné při Canal a Taylor Street. Po vypuknutí Velkého chicagského požáru roku 1873, který zničil značnou část města, včetně Prague, se Češi přesunuli na jih do oblasti, které se říkalo Plzeň, zvláště poté, co se do Prague začali ve větší míře stěhovat Italové a Řekové. Roku 1877 zde Čechoameričané na zakoupeném pozemku založili tzv. Český národní hřbitov.

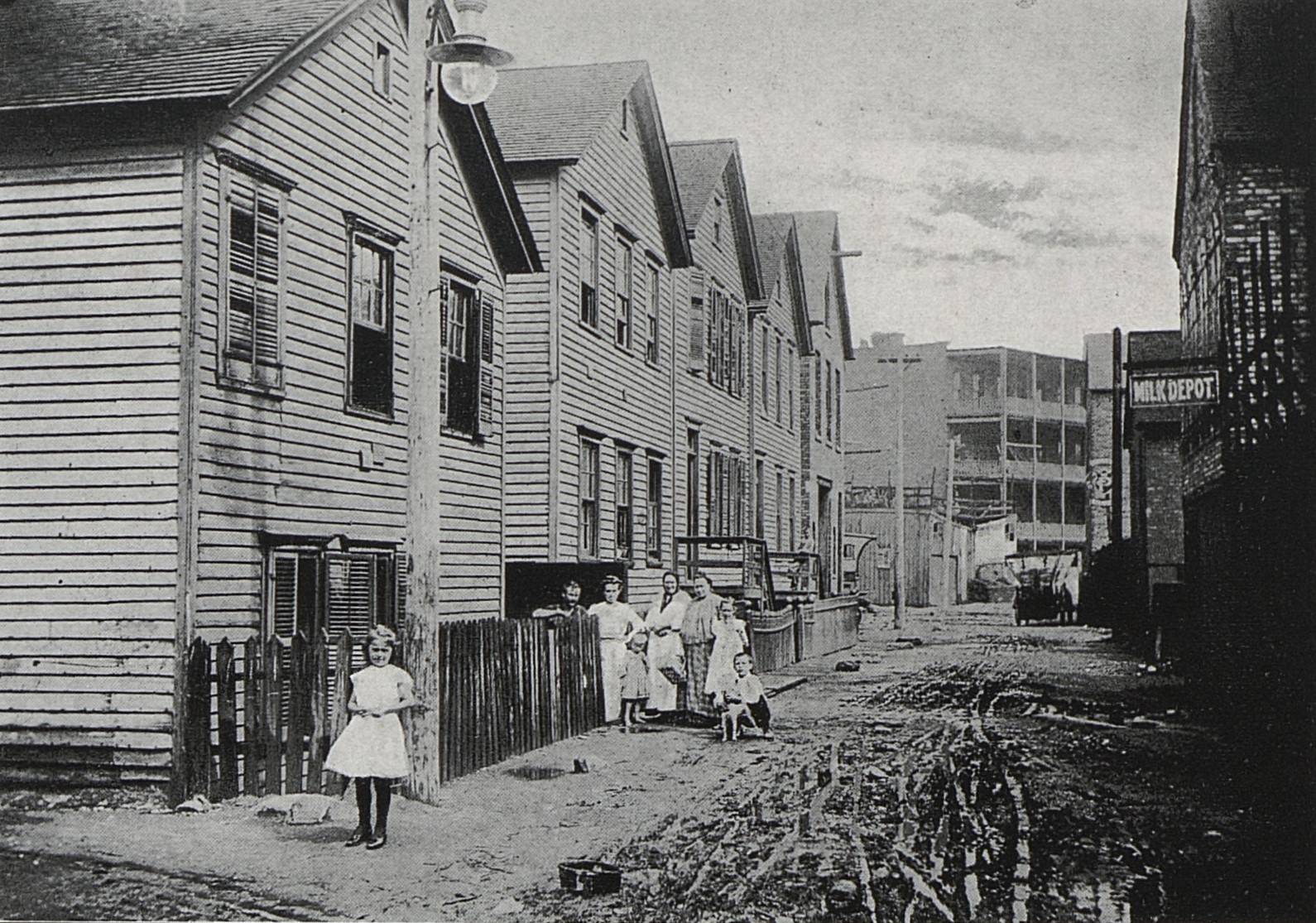
Čech Alley (asi 1920)

V roce 1911 zasáhla chicagskou českoamerickou komunitu tragédie, když byla unesena a zavražděna pětiletá dívka Elsie Paroubek. Česko-americká obec se následně masivně zmobilizovala v pomoci při pátrání po dívce a finančně podpořila její rodinu, čímž si získala velké sympatie široké americké veřejnosti. Další tragédií komunity se stalo převrácení výletní lodi SS Eastland v chicagském přístavu dne 24. července 1915. Loď si pronajala společnost Western Electric, aby své zaměstnance, většinou imigranty z Evropy, přepravila na piknik v oblasti Michiganského jezera. Ještě v přístavu na řece Chicago River, pouhých šest metrů od břehu, se ale loď po nalodění tisíců cestujících v 7.28 hodin ráno kvůli nestabilitě převrátila na bok a zůstala na bahnitém dně v hloubce šesti metrů. Při nehodě zemřelo 844 lidí, z toho více než 220 Čechů.

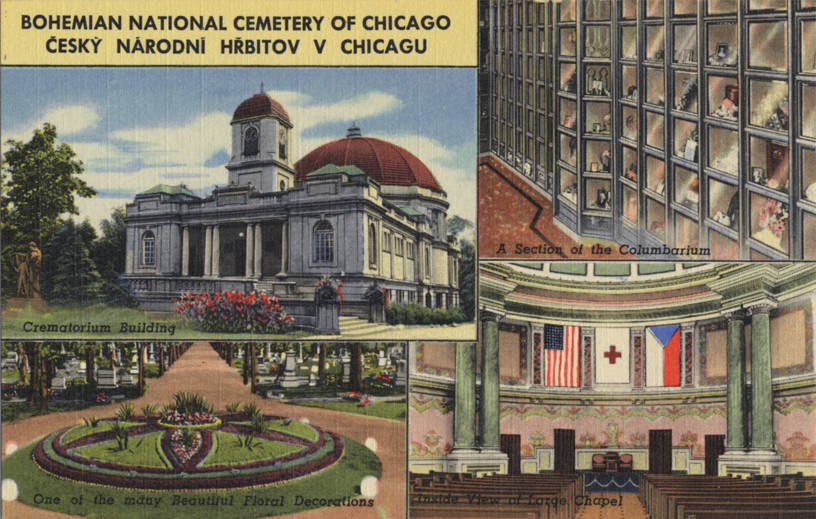
Pohlednice Českého národního hřbitova v Chicagu (1948)

Po vypuknutí první světové války roku 1914 se město se rovněž stalo důležitým krajanským centrem v podpoře aktivit exilové skupiny Tomáše Garrigue Masaryka, Edvarda Beneše a Milana Rastislava Štefánika zasazujících se o vznik samostatného Československa, především prostřednictvím tzv. Národního sdružení, vedeným česko-chicagským lékařem Ludvíkem Fisherem. 5. května 1918 dorazil do Chicaga T. G. Masaryk. Byl ke svému překvapení přijat jásajícími davy u Michiganského jezera a bezmála dvousettisícovým průvodem sroceným na jeho počest, byl žádán o projevy a zasypáván květinami.

## Významní čeští obyvatelé Chicaga
- Anton Čermák – komunální politik a starosta Chicaga v letech 1931 až 1933. Narozen v Kladně.[5]
- Gene Cernan – americký astronaut, námořní letec, elektroinženýr, letecký inženýr a stíhací pilot. Narozen v Chicagu.
- Ray Kroc – manažer a podnikatel. V roce 1961 koupil společnost rychlého občerstvení McDonald's a v letech 1967 až 1973 působil jako její generální ředitel. Krocovi je připisována hlavní zásluha na globální expanzi společnosti. Narozen v Oak Park, pozdější součásti Chicaga.[6]
- George Halas (přezdívaný Papa Bear) – americký profesionální fotbalista, trenér a majitel týmu. Byl zakladatelem a vlastníkem Chicago Bears National Football League. Narozen v Chicagu.
- Kim Novak – herečka, skladatelka a výtvarnice, známá především díky filmu Vertigo z roku 1958. Narozená v Chicagu.
- Miloš Stehlík – zakladatel Facets Multimedia, filmový distributor, komentátor. Narozen ve Slaném.
- Judy Baar Topinka – bývalá státní pokladní státu Illinois.[7]
- Charles Turzak – chicagský umělec a grafik.
- Irene Kral – jazzová zpěvačka.

## Instituce
- Chicago Czech American Community Center